# Гершкович Арон Лазаревич
Арон Ла́заревич Гершко́вич (1899—1972) — радянський український режисер-документаліст, режисер монтажу.

## Життєпис
Учасник Громадянської та німецько-радянської воєн.
Роботу як кінематографіст розпочинав асистентом режисера — на Одеській кіностудії:
- «Людина з містечка» (1930)
- «Морський яструб» (1941).

Після Другої світової війни режисував науково-популярні фільми:
- «Стрілочний пост»
- «Район високих врожаїв»
- «Дезактивація» та інші.

Режисер монтажу:
- «Октябрюхов і Декабрюхов» (1928)
- «Морський пост» (1938)
- «Дочка моряка» (1941)